# John Hastings, 1. Baron Hastings

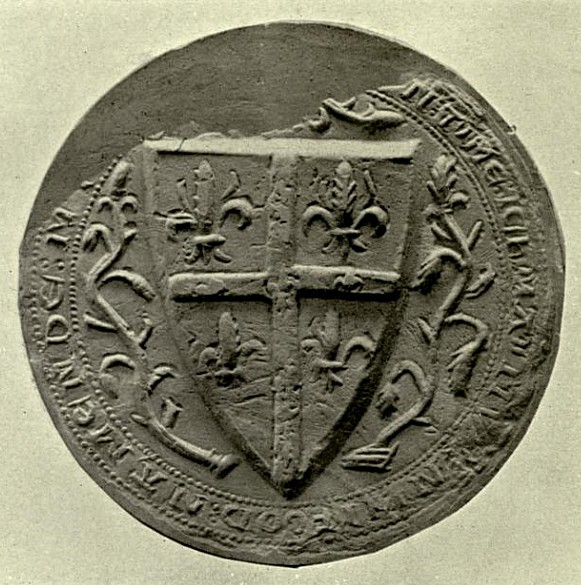
Siegel von John Hastings, 1. Baron Hastings

John Hastings, 1. Baron Hastings (auch John de Hastings) (* 6. Mai 1262 in Allesley, Warwickshire; † vor 28. Februar 1313) war ein englischer Adliger und Militär. Er war 1290 einer der dreizehn Anwärter auf den schottischen Thron und diente den englischen Königen als Seneschall der Gascogne.

## Herkunft und Erbe
John Hastings war der älteste Sohn und Erbe von Henry Hastings und von Joanna Cantilupe, einer Tochter von William III de Cantilupe. Sein Vater, der während des Zweiten Kriegs der Barone einer der führenden Rebellen war, starb bereits 1269, seine Mutter starb 1271. König Heinrich III. vergab die Vormundschaft für John an seinen jüngeren Bruder Richard von Cornwall und an dessen Sohn Edmund. Dazu vergab er das Recht von Johns Verheiratung an seinen Halbbruder William de Valence, einen der sogenannten Lusignans. Als 1273 George de Cantilupe, der Bruder seiner Mutter starb, wurde John auch zum Erben von Abergavenny, einer Herrschaft der Welsh Marches in Südostwales. Am 12. Juli 1283, als er volljährig wurde, wurde ihm deshalb Abergavenny mit Abergavenny Castle sowie Cilgerran Castle übergeben.

## Marcher Lord von Abergavenny in Wales
Hastings war in den nächsten Jahren im Dienst des Königs in Schottland, Irland, Wales und in der Gascogne tätig. 1285 heiratete seine Schwester Ada den walisischen Lord Rhys ap Maredudd, einen der wenigen Waliser, die nach der Eroberung von Wales 1283 noch eine eigene Herrschaft besaßen. Hastings schenkte dem Paar seine Ländereien in St Clears, Angoy und Pemmlick. Bereits 1287 wurde Rhys ap Maredudd zu einer Rebellion gegen die englische Herrschaft getrieben. Hastings gehörte dem englischen Heer an, dass zur Niederschlagung der Rebellion aufgeboten wurde. Rhys Burg Dinefwr wurde erobert, er selbst wurde enteignet und floh. Auch einige von Hastings walisischen Untertanen hatten die Rebellion unterstützt, weshalb sie zu Strafzahlungen verurteilt wurden. Hastings wurde gestattet, die relativ milden Strafgelder selbst zu behalten.

## Anwärter auf den schottischen Thron und schottischer Unabhängigkeitskrieg
Als es zum Schottischen Thronfolgestreit kam, erhob Hastings 1291 als Enkel von Ada, der jüngsten der drei Töchter von David of Huntingdon und damit als Ur-ur-urenkel von König David I. von Schottland einen Anspruch auf den schottischen Thron. Als Enkel einer jüngeren Töchter von David of Huntingdon hatte er dabei allerdings gegenüber John Balliol oder Robert de Brus wenig reelle Chancen. Er behauptete aber, dass Schottland als englisches Lehen kein selbständiges Reich sei, so dass das schottische Throngut nach englischen Erbrecht unter den Erben aufgeteilt werden müsste. Dieser Anspruch wurde jedoch von dem Komitee, das über die Thronfolge entscheiden sollte, zurückgewiesen. Als offensichtlich wurde, dass John Balliol die besten Aussichten hatte, den Thron zu besteigen, unterstützte noch Robert de Brus vergeblich den Anspruch von Hastings. Zuvor hatte Brus noch versucht, sowohl die Ansprüche von Balliol und von Hastings auf ihren Anteil von Earl Davids Herrschaft Garioch zu bestreiten.
1290 wurde Hastings erstmals durch Writ of Summons in das Parlament berufen und nahm ab 1295 regelmäßig an den Parlamentsversammlungen teil, so dass er den Titel Baron Hastings erhielt. 1296 nahm er am Feldzug von König Eduard I. teil, durch den Schottland unter direkte englische Herrschaft gebracht wurde. Nachdem es ab 1297 zum schottischen Unabhängigkeitskrieg gekommen war, nahm Hastings regelmäßig an den englischen Feldzügen teil. Während des Krieges wurde Hastings auch offiziell zum Ritter geschlagen. 1300 nahm er an der Belagerung von Caerlaverock Castle teil, dabei führte er das Banner des mit ihm befreundeten Bischofs Antony Bek von Durham. Der Krieg mit Schottland belastete dabei direkt seine Finanzen, da Joan de Clare, die verwitwete Countess of Fife ihm 960 Mark schuldete. Weil ihre Besitzungen von den Schotten unter Sir Herbert Morham geplündert worden waren, musste sie Hastings zur Begleichung der Schulden mehrere Güter in Schottland und England überlassen. Nachdem Hastings durch die Einnahmen aus diesen Gütern sein Geld zurückerhalten hatte, gab er sie nach drei Jahren an Joan de Clare zurück.

## Seneschall der Gascogne und weitere Teilnahme am Krieg mit Schottland
Als anerkannter und fähiger Vasall des Königs wurde er im Dezember 1302 zum King’s Lieutenant und Seneschall der Gascogne ernannt. Nach dem Aufstand von Robert the Bruce, der als Robert I. zum schottischen König geworden war, kehrte er 1306 nach England zurück und nahm wieder an den Kämpfen in Schottland teil. Seine Hauptaufgabe war nun die Seeblockade der schottischen Westküste, wofür zunächst Ayr als sein Hauptstützpunkt diente. Später verlegte er seinen Stützpunkt auf die Isle of Arran, wo er Kommandant von Brodick Castle wurde. Dabei gelang es im Februar 1307 einer Gruppe schottischer Rebellen unter James Douglas und Robert Boyd, von Kintyre aus auf Arran zu landen. Die Rebellen erbeuteten von einem Transport, der Verstärkungen nach Brodick bringen sollte, Waffen und weitere Ausrüstung. Dennoch wurde Hastings zum Dank für seine Dienste anstelle von Alan Stewart, Earl of Menteith, der Robert the Bruce unterstützte, zum Earl of Menteith erhoben. 1307 kehrte Hastings nach England zurück, wo er am 25. Februar 1308 an der Krönung von Eduard II. teilnahm. Im Oktober 1309 reiste er im Auftrag des Königs wieder in die Gascogne, wo er im November wieder das Amt des Seneschalls und des King’s Lieutenant übernahm.
Hastings starb vor dem 28. Februar 1313 und wurde in der Franziskanerkirche in Coventry begraben.

## Ehen und Nachkommen
In erster Ehe war Hastings mit Isabel († 1305) verheiratet worden, einer Tochter von William de Valence, Earl of Pembroke und Joan de Munchensi. Mit ihr hatte er mehrere Kinder, darunter:
- William Hastings (1282–1311) ⚭ Eleanor Martin, Tochter des William Martin, 1. Baron Martin;
- Elizabeth Hastings ⚭ Roger Grey, 1. Baron Grey of Ruthin;
- Joan Hastings (um 1284–1307) ⚭ William de Huntyngfield;
- John Hastings, 2. Baron Hastings (1286–1325).

In zweiter Ehe heiratete er vor 1308 Isabel le Despenser, die Witwe von Gilbert de Clare, Lord of Thomond und Tochter von Hugh le Despenser dem Älteren und von Isabella de Beauchamp. Mit ihr hatte er mindestens drei Kinder:
- Thomas Hastings († 1333);
- Margaret Hastings (um 1309–1359), ⚭ (1) William Martin, 2. Baron Martin, ⚭ (2) Robert de Waterville;
- Sir Hugh Hastings (um 1310–1347) ⚭ Margaret Foliot.

Seine Witwe heiratete nach seinem Tod in dritter Ehe Ralph de Monthermer, 1. Baron Monthermer.